# Lista di asteroidi (776001-777000)
Di seguito una lista di asteroidi dal numero 776001  al 777000 con data di scoperta e scopritore.

## 776001–776100
| Nome   | Designazione provvisoria | Data di scoperta  | Scopritore               |
| ------ | ------------------------ | ----------------- | ------------------------ |
| 776001 | 2007 RB355               | 13 settembre 2007 | Mount Lemmon Survey      |
| 776002 | 2007 RR355               | 12 settembre 2007 | Mount Lemmon Survey      |
| 776003 | 2007 RY356               | 11 settembre 2007 | Mount Lemmon Survey      |
| 776004 | 2007 RM357               | 15 settembre 2007 | Mount Lemmon Survey      |
| 776005 | 2007 RG359               | 9 settembre 2007  | Mount Lemmon Survey      |
| 776006 | 2007 RO359               | 4 settembre 2007  | Mount Lemmon Survey      |
| 776007 | 2007 RA362               | 12 settembre 2007 | Mount Lemmon Survey      |
| 776008 | 2007 RB365               | 13 settembre 2007 | Mount Lemmon Survey      |
| 776009 | 2007 RA366               | 12 settembre 2007 | Mount Lemmon Survey      |
| 776010 | 2007 RD366               | 13 settembre 2007 | Mount Lemmon Survey      |
| 776011 | 2007 RN366               | 11 settembre 2007 | Mount Lemmon Survey      |
| 776012 | 2007 RR366               | 12 settembre 2007 | Mount Lemmon Survey      |
| 776013 | 2007 RB367               | 13 settembre 2007 | Mount Lemmon Survey      |
| 776014 | 2007 RF367               | 13 settembre 2007 | Mount Lemmon Survey      |
| 776015 | 2007 RL367               | 13 settembre 2007 | Mount Lemmon Survey      |
| 776016 | 2007 RX368               | 3 settembre 2007  | Mount Lemmon Survey      |
| 776017 | 2007 RB369               | 13 settembre 2007 | Mount Lemmon Survey      |
| 776018 | 2007 RV369               | 10 settembre 2007 | Mount Lemmon Survey      |
| 776019 | 2007 RF370               | 13 settembre 2007 | Mount Lemmon Survey      |
| 776020 | 2007 RC371               | 10 settembre 2007 | Spacewatch               |
| 776021 | 2007 RN371               | 13 settembre 2007 | Mount Lemmon Survey      |
| 776022 | 2007 RP371               | 14 settembre 2007 | Mount Lemmon Survey      |
| 776023 | 2007 RU372               | 11 settembre 2007 | Mount Lemmon Survey      |
| 776024 | 2007 RY372               | 14 settembre 2007 | Mount Lemmon Survey      |
| 776025 | 2007 RM373               | 9 settembre 2007  | Spacewatch               |
| 776026 | 2007 RX373               | 13 settembre 2007 | Mount Lemmon Survey      |
| 776027 | 2007 RX374               | 11 settembre 2007 | Mount Lemmon Survey      |
| 776028 | 2007 RY375               | 14 settembre 2007 | Mount Lemmon Survey      |
| 776029 | 2007 RA377               | 14 settembre 2007 | Spacewatch               |
| 776030 | 2007 RL377               | 13 settembre 2007 | Mount Lemmon Survey      |
| 776031 | 2007 RE378               | 5 settembre 2007  | Mount Lemmon Survey      |
| 776032 | 2007 RP378               | 10 settembre 2007 | Mount Lemmon Survey      |
| 776033 | 2007 RX378               | 15 settembre 2007 | Mount Lemmon Survey      |
| 776034 | 2007 RG379               | 12 settembre 2007 | Mount Lemmon Survey      |
| 776035 | 2007 RJ379               | 13 settembre 2007 | Mount Lemmon Survey      |
| 776036 | 2007 RA380               | 12 settembre 2007 | Mount Lemmon Survey      |
| 776037 | 2007 RO380               | 10 settembre 2007 | Mount Lemmon Survey      |
| 776038 | 2007 RW381               | 12 settembre 2007 | Spacewatch               |
| 776039 | 2007 RM382               | 13 settembre 2007 | Mount Lemmon Survey      |
| 776040 | 2007 RA383               | 1 maggio 2016     | CTIO-DECam               |
| 776041 | 2007 RD383               | 14 settembre 2007 | Mount Lemmon Survey      |
| 776042 | 2007 RY383               | 9 settembre 2007  | Spacewatch               |
| 776043 | 2007 RF384               | 13 settembre 2007 | Mount Lemmon Survey      |
| 776044 | 2007 RE386               | 14 settembre 2007 | Mount Lemmon Survey      |
| 776045 | 2007 SJ8                 | 18 settembre 2007 | Spacewatch               |
| 776046 | 2007 SY24                | 25 settembre 2007 | Mount Lemmon Survey      |
| 776047 | 2007 ST26                | 8 luglio 2018     | Pan-STARRS 2             |
| 776048 | 2007 SV26                | 9 settembre 2007  | Spacewatch               |
| 776049 | 2007 SA27                | 19 settembre 2007 | Spacewatch               |
| 776050 | 2007 SO27                | 30 marzo 2011     | Mount Lemmon Survey      |
| 776051 | 2007 SU27                | 14 febbraio 2013  | Pan-STARRS               |
| 776052 | 2007 SZ27                | 25 settembre 2007 | Mount Lemmon Survey      |
| 776053 | 2007 SU28                | 18 settembre 2007 | Spacewatch               |
| 776054 | 2007 TJ3                 | 2 ottobre 2007    | A. Sergeyev, S. Korotkiy |
| 776055 | 2007 TR3                 | 5 ottobre 2007    | W. Bickel                |
| 776056 | 2007 TF40                | 9 settembre 2007  | Mount Lemmon Survey      |
| 776057 | 2007 TV42                | 11 settembre 2007 | Mount Lemmon Survey      |
| 776058 | 2007 TX47                | 4 ottobre 2007    | Spacewatch               |
| 776059 | 2007 TZ60                | 10 novembre 1999  | Spacewatch               |
| 776060 | 2007 TG81                | 11 settembre 2007 | Mount Lemmon Survey      |
| 776061 | 2007 TU82                | 8 ottobre 2007    | CSS                      |
| 776062 | 2007 TV90                | 8 ottobre 2007    | Mount Lemmon Survey      |
| 776063 | 2007 TG96                | 8 ottobre 2007    | Mount Lemmon Survey      |
| 776064 | 2007 TF99                | 8 ottobre 2007    | Mount Lemmon Survey      |
| 776065 | 2007 TV99                | 8 ottobre 2007    | Spacewatch               |
| 776066 | 2007 TS117               | 9 ottobre 2007    | Spacewatch               |
| 776067 | 2007 TS125               | 6 ottobre 2007    | Spacewatch               |
| 776068 | 2007 TU127               | 6 ottobre 2007    | Spacewatch               |
| 776069 | 2007 TF136               | 18 settembre 2007 | CSS                      |
| 776070 | 2007 TV137               | 8 ottobre 2007    | Mount Lemmon Survey      |
| 776071 | 2007 TR139               | 9 ottobre 2007    | Spacewatch               |
| 776072 | 2007 TC167               | 14 settembre 2007 | Mount Lemmon Survey      |
| 776073 | 2007 TG171               | 12 ottobre 2007   | F. Kugel                 |
| 776074 | 2007 TR175               | 4 ottobre 2007    | Spacewatch               |
| 776075 | 2007 TM176               | 8 settembre 2007  | Mount Lemmon Survey      |
| 776076 | 2007 TP177               | 6 ottobre 2007    | Spacewatch               |
| 776077 | 2007 TC189               | 26 settembre 2003 | SDSS                     |
| 776078 | 2007 TG190               | 18 settembre 2003 | Spacewatch               |
| 776079 | 2007 TC197               | 23 agosto 2007    | Spacewatch               |
| 776080 | 2007 TD197               | 22 settembre 2003 | Spacewatch               |
| 776081 | 2007 TY199               | 8 ottobre 2007    | Spacewatch               |
| 776082 | 2007 TX202               | 8 ottobre 2007    | Mount Lemmon Survey      |
| 776083 | 2007 TF207               | 10 ottobre 2007   | Mount Lemmon Survey      |
| 776084 | 2007 TK207               | 10 settembre 2007 | Mount Lemmon Survey      |
| 776085 | 2007 TR212               | 7 ottobre 2007    | Spacewatch               |
| 776086 | 2007 TO218               | 7 ottobre 2007    | Spacewatch               |
| 776087 | 2007 TW222               | 10 ottobre 2007   | Spacewatch               |
| 776088 | 2007 TP225               | 4 ottobre 2007    | Spacewatch               |
| 776089 | 2007 TG230               | 8 ottobre 2007    | Spacewatch               |
| 776090 | 2007 TG234               | 10 settembre 2007 | Mount Lemmon Survey      |
| 776091 | 2007 TF250               | 11 ottobre 2007   | Mount Lemmon Survey      |
| 776092 | 2007 TP254               | 8 ottobre 2007    | Mount Lemmon Survey      |
| 776093 | 2007 TE257               | 10 ottobre 2007   | Spacewatch               |
| 776094 | 2007 TU257               | 10 ottobre 2007   | Mount Lemmon Survey      |
| 776095 | 2007 TR261               | 10 ottobre 2007   | Spacewatch               |
| 776096 | 2007 TA270               | 9 ottobre 2007    | Spacewatch               |
| 776097 | 2007 TK271               | 8 settembre 2007  | Mount Lemmon Survey      |
| 776098 | 2007 TL274               | 10 settembre 2007 | Spacewatch               |
| 776099 | 2007 TD276               | 11 ottobre 2007   | Mount Lemmon Survey      |
| 776100 | 2007 TT276               | 11 ottobre 2007   | Mount Lemmon Survey      |

## 776101–776200
| Nome   | Designazione provvisoria | Data di scoperta  | Scopritore          |
| ------ | ------------------------ | ----------------- | ------------------- |
| 776101 | 2007 TN278               | 11 ottobre 2007   | Mount Lemmon Survey |
| 776102 | 2007 TK281               | 7 ottobre 2007    | Mount Lemmon Survey |
| 776103 | 2007 TW296               | 10 ottobre 2007   | Mount Lemmon Survey |
| 776104 | 2007 TO302               | 4 ottobre 2007    | Spacewatch          |
| 776105 | 2007 TA304               | 12 ottobre 2007   | Mount Lemmon Survey |
| 776106 | 2007 TX309               | 11 ottobre 2007   | Spacewatch          |
| 776107 | 2007 TH310               | 11 ottobre 2007   | Spacewatch          |
| 776108 | 2007 TN312               | 11 ottobre 2007   | Mount Lemmon Survey |
| 776109 | 2007 TH318               | 12 ottobre 2007   | Spacewatch          |
| 776110 | 2007 TE326               | 15 novembre 2003  | Spacewatch          |
| 776111 | 2007 TY330               | 11 ottobre 2007   | Spacewatch          |
| 776112 | 2007 TG333               | 11 ottobre 2007   | Spacewatch          |
| 776113 | 2007 TZ340               | 9 ottobre 2007    | Mount Lemmon Survey |
| 776114 | 2007 TS341               | 9 ottobre 2007    | Mount Lemmon Survey |
| 776115 | 2007 TS345               | 13 ottobre 2007   | Mount Lemmon Survey |
| 776116 | 2007 TD358               | 15 ottobre 2007   | Mount Lemmon Survey |
| 776117 | 2007 TW359               | 15 ottobre 2007   | Mount Lemmon Survey |
| 776118 | 2007 TJ378               | 12 ottobre 2007   | Spacewatch          |
| 776119 | 2007 TF380               | 14 ottobre 2007   | Spacewatch          |
| 776120 | 2007 TX382               | 6 ottobre 2007    | Spacewatch          |
| 776121 | 2007 TR383               | 10 ottobre 2007   | Spacewatch          |
| 776122 | 2007 TY384               | 14 ottobre 2007   | Mount Lemmon Survey |
| 776123 | 2007 TT385               | 15 ottobre 2007   | CSS                 |
| 776124 | 2007 TY385               | 10 ottobre 2007   | CSS                 |
| 776125 | 2007 TW387               | 13 ottobre 2007   | Spacewatch          |
| 776126 | 2007 TZ393               | 15 settembre 2007 | Mount Lemmon Survey |
| 776127 | 2007 TP394               | 15 ottobre 2007   | Spacewatch          |
| 776128 | 2007 TF396               | 15 ottobre 2007   | Spacewatch          |
| 776129 | 2007 TJ397               | 10 ottobre 2007   | CSS                 |
| 776130 | 2007 TF398               | 11 ottobre 2007   | Spacewatch          |
| 776131 | 2007 TZ398               | 15 ottobre 2007   | Spacewatch          |
| 776132 | 2007 TW402               | 15 ottobre 2007   | Mount Lemmon Survey |
| 776133 | 2007 TY406               | 15 ottobre 2007   | Mount Lemmon Survey |
| 776134 | 2007 TK407               | 15 ottobre 2007   | Mount Lemmon Survey |
| 776135 | 2007 TD410               | 15 ottobre 2007   | Spacewatch          |
| 776136 | 2007 TN429               | 12 ottobre 2007   | Spacewatch          |
| 776137 | 2007 TQ439               | 8 ottobre 2007    | Mount Lemmon Survey |
| 776138 | 2007 TQ446               | 9 ottobre 2007    | LUSS                |
| 776139 | 2007 TR449               | 10 ottobre 2007   | Spacewatch          |
| 776140 | 2007 TD450               | 11 ottobre 2007   | Mount Lemmon Survey |
| 776141 | 2007 TZ452               | 14 ottobre 2007   | Mount Lemmon Survey |
| 776142 | 2007 TN461               | 12 ottobre 2007   | Mount Lemmon Survey |
| 776143 | 2007 TU461               | 25 febbraio 2014  | Pan-STARRS          |
| 776144 | 2007 TF462               | 15 ottobre 2007   | Mount Lemmon Survey |
| 776145 | 2007 TR463               | 20 marzo 2014     | Mount Lemmon Survey |
| 776146 | 2007 TA464               | 13 ottobre 2007   | Spacewatch          |
| 776147 | 2007 TF464               | 11 novembre 2013  | Mount Lemmon Survey |
| 776148 | 2007 TY464               | 14 ottobre 2007   | Spacewatch          |
| 776149 | 2007 TA465               | 8 ottobre 2007    | Mount Lemmon Survey |
| 776150 | 2007 TO465               | 12 ottobre 2007   | Mount Lemmon Survey |
| 776151 | 2007 TN468               | 11 ottobre 2007   | Mount Lemmon Survey |
| 776152 | 2007 TB471               | 12 ottobre 2007   | Spacewatch          |
| 776153 | 2007 TB472               | 22 gennaio 2015   | Pan-STARRS          |
| 776154 | 2007 TE472               | 12 ottobre 2007   | Mount Lemmon Survey |
| 776155 | 2007 TD473               | 21 settembre 2012 | Mount Lemmon Survey |
| 776156 | 2007 TL473               | 8 ottobre 2007    | Mount Lemmon Survey |
| 776157 | 2007 TQ473               | 12 ottobre 2007   | Mount Lemmon Survey |
| 776158 | 2007 TA476               | 20 settembre 2011 | Mount Lemmon Survey |
| 776159 | 2007 TN478               | 7 dicembre 2013   | Spacewatch          |
| 776160 | 2007 TY479               | 10 ottobre 2007   | Mount Lemmon Survey |
| 776161 | 2007 TC480               | 7 ottobre 2007    | Spacewatch          |
| 776162 | 2007 TF480               | 10 ottobre 2007   | Mount Lemmon Survey |
| 776163 | 2007 TH480               | 15 ottobre 2007   | Mount Lemmon Survey |
| 776164 | 2007 TL481               | 8 ottobre 2007    | Mount Lemmon Survey |
| 776165 | 2007 TC482               | 8 ottobre 2007    | Mount Lemmon Survey |
| 776166 | 2007 TD482               | 8 ottobre 2007    | Mount Lemmon Survey |
| 776167 | 2007 TE482               | 10 ottobre 2007   | Mount Lemmon Survey |
| 776168 | 2007 TE483               | 15 ottobre 2007   | Mount Lemmon Survey |
| 776169 | 2007 TK483               | 14 ottobre 2007   | Mount Lemmon Survey |
| 776170 | 2007 TM483               | 10 ottobre 2007   | Mount Lemmon Survey |
| 776171 | 2007 TQ483               | 8 ottobre 2007    | Mount Lemmon Survey |
| 776172 | 2007 TH485               | 10 ottobre 2007   | Spacewatch          |
| 776173 | 2007 TT485               | 13 ottobre 2007   | Mount Lemmon Survey |
| 776174 | 2007 TW485               | 8 ottobre 2007    | Spacewatch          |
| 776175 | 2007 TA486               | 8 ottobre 2007    | Mount Lemmon Survey |
| 776176 | 2007 TU486               | 12 ottobre 2007   | Spacewatch          |
| 776177 | 2007 TE487               | 8 ottobre 2007    | Mount Lemmon Survey |
| 776178 | 2007 TT489               | 13 ottobre 2007   | Spacewatch          |
| 776179 | 2007 TQ492               | 8 ottobre 2007    | Mount Lemmon Survey |
| 776180 | 2007 TL493               | 8 ottobre 2007    | Mount Lemmon Survey |
| 776181 | 2007 TH494               | 8 ottobre 2007    | CSS                 |
| 776182 | 2007 TP494               | 15 ottobre 2007   | Mount Lemmon Survey |
| 776183 | 2007 TE495               | 13 settembre 2007 | Mount Lemmon Survey |
| 776184 | 2007 TF495               | 12 ottobre 2007   | Mount Lemmon Survey |
| 776185 | 2007 TH495               | 11 ottobre 2007   | CSS                 |
| 776186 | 2007 TH496               | 12 ottobre 2007   | Mount Lemmon Survey |
| 776187 | 2007 TW497               | 12 ottobre 2007   | Mount Lemmon Survey |
| 776188 | 2007 TK498               | 10 ottobre 2007   | Spacewatch          |
| 776189 | 2007 TV499               | 9 ottobre 2007    | Mount Lemmon Survey |
| 776190 | 2007 TX499               | 12 ottobre 2007   | Spacewatch          |
| 776191 | 2007 TB500               | 10 ottobre 2007   | Mount Lemmon Survey |
| 776192 | 2007 TN502               | 10 ottobre 2007   | Mount Lemmon Survey |
| 776193 | 2007 TB504               | 12 ottobre 2007   | Spacewatch          |
| 776194 | 2007 TC504               | 13 ottobre 2007   | Mount Lemmon Survey |
| 776195 | 2007 TU504               | 8 ottobre 2007    | Mount Lemmon Survey |
| 776196 | 2007 TV505               | 12 ottobre 2007   | Spacewatch          |
| 776197 | 2007 TX505               | 8 ottobre 2007    | Mount Lemmon Survey |
| 776198 | 2007 TA506               | 11 ottobre 2007   | Spacewatch          |
| 776199 | 2007 TL507               | 9 ottobre 2007    | Mount Lemmon Survey |
| 776200 | 2007 TA509               | 8 ottobre 2007    | Mount Lemmon Survey |

## 776201–776300
| Nome   | Designazione provvisoria | Data di scoperta  | Scopritore          |
| ------ | ------------------------ | ----------------- | ------------------- |
| 776201 | 2007 TS509               | 9 ottobre 2007    | Spacewatch          |
| 776202 | 2007 TT509               | 10 ottobre 2007   | Spacewatch          |
| 776203 | 2007 TA510               | 8 ottobre 2007    | Mount Lemmon Survey |
| 776204 | 2007 TE510               | 12 ottobre 2007   | Mount Lemmon Survey |
| 776205 | 2007 TM510               | 4 ottobre 2007    | Mount Lemmon Survey |
| 776206 | 2007 TN511               | 9 ottobre 2007    | Mount Lemmon Survey |
| 776207 | 2007 TR512               | 8 ottobre 2007    | Mount Lemmon Survey |
| 776208 | 2007 TD513               | 7 ottobre 2007    | Mount Lemmon Survey |
| 776209 | 2007 UA4                 | 18 ottobre 2007   | LINEAR              |
| 776210 | 2007 UR17                | 18 ottobre 2007   | Spacewatch          |
| 776211 | 2007 UG26                | 18 ottobre 2007   | Spacewatch          |
| 776212 | 2007 UB28                | 16 ottobre 2007   | Mount Lemmon Survey |
| 776213 | 2007 UW29                | 9 ottobre 2007    | Mount Lemmon Survey |
| 776214 | 2007 UM34                | 18 ottobre 2007   | Spacewatch          |
| 776215 | 2007 UT39                | 20 ottobre 2007   | Mount Lemmon Survey |
| 776216 | 2007 UL54                | 30 ottobre 2007   | Spacewatch          |
| 776217 | 2007 UQ68                | 30 ottobre 2007   | Mount Lemmon Survey |
| 776218 | 2007 UZ68                | 10 ottobre 2007   | Spacewatch          |
| 776219 | 2007 UQ69                | 7 ottobre 2007    | Mount Lemmon Survey |
| 776220 | 2007 UL73                | 18 ottobre 2007   | Spacewatch          |
| 776221 | 2007 UP75                | 31 ottobre 2007   | Mount Lemmon Survey |
| 776222 | 2007 UF82                | 15 settembre 2007 | Mount Lemmon Survey |
| 776223 | 2007 UX83                | 30 ottobre 2007   | Spacewatch          |
| 776224 | 2007 US85                | 30 ottobre 2007   | Spacewatch          |
| 776225 | 2007 UY94                | 31 ottobre 2007   | Mount Lemmon Survey |
| 776226 | 2007 UE97                | 30 ottobre 2007   | Mount Lemmon Survey |
| 776227 | 2007 UO102               | 30 ottobre 2007   | Mount Lemmon Survey |
| 776228 | 2007 UJ106               | 31 ottobre 2007   | Mount Lemmon Survey |
| 776229 | 2007 UH107               | 10 ottobre 2007   | Mount Lemmon Survey |
| 776230 | 2007 UN109               | 20 ottobre 2007   | Spacewatch          |
| 776231 | 2007 UY111               | 30 ottobre 2007   | Mount Lemmon Survey |
| 776232 | 2007 UB117               | 30 ottobre 2007   | Mount Lemmon Survey |
| 776233 | 2007 UF120               | 5 ottobre 2007    | Spacewatch          |
| 776234 | 2007 UH120               | 30 ottobre 2007   | Mount Lemmon Survey |
| 776235 | 2007 UC131               | 20 ottobre 2007   | Mount Lemmon Survey |
| 776236 | 2007 UM133               | 30 ottobre 2007   | Mount Lemmon Survey |
| 776237 | 2007 UZ138               | 21 ottobre 2007   | Mount Lemmon Survey |
| 776238 | 2007 UH141               | 25 ottobre 2007   | Mount Lemmon Survey |
| 776239 | 2007 UZ144               | 21 ottobre 2007   | Mount Lemmon Survey |
| 776240 | 2007 UC147               | 12 settembre 2013 | Mount Lemmon Survey |
| 776241 | 2007 UV149               | 10 ottobre 2015   | Pan-STARRS          |
| 776242 | 2007 UJ150               | 14 marzo 2010     | Mount Lemmon Survey |
| 776243 | 2007 UK150               | 1 marzo 2016      | Mount Lemmon Survey |
| 776244 | 2007 UQ150               | 23 luglio 2015    | Pan-STARRS          |
| 776245 | 2007 UZ150               | 21 dicembre 2008  | Spacewatch          |
| 776246 | 2007 UF151               | 18 ottobre 2007   | Spacewatch          |
| 776247 | 2007 UK154               | 30 ottobre 2007   | Mount Lemmon Survey |
| 776248 | 2007 UM154               | 16 febbraio 2015  | Pan-STARRS          |
| 776249 | 2007 UB155               | 19 ottobre 2007   | Spacewatch          |
| 776250 | 2007 UG156               | 16 ottobre 2007   | Mount Lemmon Survey |
| 776251 | 2007 UR156               | 31 ottobre 2007   | Mount Lemmon Survey |
| 776252 | 2007 UV156               | 30 ottobre 2007   | Mount Lemmon Survey |
| 776253 | 2007 UX156               | 16 ottobre 2007   | Spacewatch          |
| 776254 | 2007 UA157               | 30 ottobre 2007   | Mount Lemmon Survey |
| 776255 | 2007 UA160               | 31 ottobre 2007   | CSS                 |
| 776256 | 2007 UP160               | 18 ottobre 2007   | Spacewatch          |
| 776257 | 2007 UC161               | 31 ottobre 2007   | Mount Lemmon Survey |
| 776258 | 2007 UK161               | 18 ottobre 2007   | Mount Lemmon Survey |
| 776259 | 2007 UL162               | 21 ottobre 2007   | Spacewatch          |
| 776260 | 2007 UX162               | 19 ottobre 2007   | Spacewatch          |
| 776261 | 2007 UB164               | 20 ottobre 2007   | Mount Lemmon Survey |
| 776262 | 2007 UW165               | 18 ottobre 2007   | Spacewatch          |
| 776263 | 2007 US166               | 20 ottobre 2007   | Mount Lemmon Survey |
| 776264 | 2007 UD167               | 18 ottobre 2007   | Spacewatch          |
| 776265 | 2007 UP167               | 18 ottobre 2007   | Spacewatch          |
| 776266 | 2007 UW167               | 20 ottobre 2007   | Mount Lemmon Survey |
| 776267 | 2007 UA168               | 30 ottobre 2007   | Mount Lemmon Survey |
| 776268 | 2007 UA169               | 20 ottobre 2007   | Mount Lemmon Survey |
| 776269 | 2007 UQ169               | 18 ottobre 2007   | Mount Lemmon Survey |
| 776270 | 2007 VP10                | 30 aprile 2016    | Pan-STARRS          |
| 776271 | 2007 VS13                | 1 novembre 2007   | Mount Lemmon Survey |
| 776272 | 2007 VJ19                | 10 ottobre 2007   | Spacewatch          |
| 776273 | 2007 VJ22                | 20 ottobre 2007   | Spacewatch          |
| 776274 | 2007 VM29                | 3 novembre 2007   | Mount Lemmon Survey |
| 776275 | 2007 VY31                | 9 ottobre 2007    | Spacewatch          |
| 776276 | 2007 VP33                | 2 novembre 2007   | Spacewatch          |
| 776277 | 2007 VK34                | 14 ottobre 2007   | Mount Lemmon Survey |
| 776278 | 2007 VX34                | 3 novembre 2007   | Spacewatch          |
| 776279 | 2007 VF37                | 15 ottobre 2007   | CSS                 |
| 776280 | 2007 VH39                | 10 ottobre 2007   | Spacewatch          |
| 776281 | 2007 VX39                | 3 novembre 2007   | Spacewatch          |
| 776282 | 2007 VX43                | 1 novembre 2007   | Spacewatch          |
| 776283 | 2007 VD44                | 1 novembre 2007   | Spacewatch          |
| 776284 | 2007 VR44                | 1 novembre 2007   | Spacewatch          |
| 776285 | 2007 VK47                | 1 novembre 2007   | Spacewatch          |
| 776286 | 2007 VU57                | 1 novembre 2007   | Spacewatch          |
| 776287 | 2007 VV59                | 18 ottobre 2007   | Spacewatch          |
| 776288 | 2007 VE61                | 1 novembre 2007   | Spacewatch          |
| 776289 | 2007 VE66                | 11 ottobre 2007   | Spacewatch          |
| 776290 | 2007 VU67                | 15 settembre 2007 | Spacewatch          |
| 776291 | 2007 VH68                | 3 novembre 2007   | Mount Lemmon Survey |
| 776292 | 2007 VW70                | 14 ottobre 2007   | Spacewatch          |
| 776293 | 2007 VA73                | 2 novembre 2007   | Spacewatch          |
| 776294 | 2007 VO74                | 3 novembre 2007   | Spacewatch          |
| 776295 | 2007 VQ75                | 3 novembre 2007   | Spacewatch          |
| 776296 | 2007 VD77                | 12 ottobre 2007   | Spacewatch          |
| 776297 | 2007 VP84                | 30 ottobre 2007   | Mount Lemmon Survey |
| 776298 | 2007 VH94                | 14 settembre 2007 | Mount Lemmon Survey |
| 776299 | 2007 VT95                | 9 ottobre 2007    | Spacewatch          |
| 776300 | 2007 VH97                | 1 novembre 2007   | Spacewatch          |

## 776301–776400
| Nome   | Designazione provvisoria | Data di scoperta  | Scopritore          |
| ------ | ------------------------ | ----------------- | ------------------- |
| 776301 | 2007 VM97                | 11 ottobre 2007   | Spacewatch          |
| 776302 | 2007 VK101               | 2 novembre 2007   | Spacewatch          |
| 776303 | 2007 VN103               | 3 novembre 2007   | Spacewatch          |
| 776304 | 2007 VL106               | 3 novembre 2007   | Spacewatch          |
| 776305 | 2007 VT109               | 3 novembre 2007   | Spacewatch          |
| 776306 | 2007 VT112               | 3 novembre 2007   | Spacewatch          |
| 776307 | 2007 VW117               | 4 novembre 2007   | Spacewatch          |
| 776308 | 2007 VZ124               | 1 novembre 2007   | Spacewatch          |
| 776309 | 2007 VZ130               | 1 novembre 2007   | Mount Lemmon Survey |
| 776310 | 2007 VC146               | 4 novembre 2007   | Spacewatch          |
| 776311 | 2007 VT147               | 4 novembre 2007   | Spacewatch          |
| 776312 | 2007 VR150               | 31 ottobre 2007   | Mount Lemmon Survey |
| 776313 | 2007 VB152               | 2 novembre 2007   | Mount Lemmon Survey |
| 776314 | 2007 VS154               | 18 ottobre 2007   | Spacewatch          |
| 776315 | 2007 VZ155               | 5 novembre 2007   | Spacewatch          |
| 776316 | 2007 VB157               | 5 novembre 2007   | Spacewatch          |
| 776317 | 2007 VC160               | 20 ottobre 2007   | Mount Lemmon Survey |
| 776318 | 2007 VT164               | 5 novembre 2007   | Spacewatch          |
| 776319 | 2007 VF172               | 25 settembre 2007 | Mount Lemmon Survey |
| 776320 | 2007 VT176               | 18 ottobre 2007   | Spacewatch          |
| 776321 | 2007 VL177               | 5 novembre 2007   | Mount Lemmon Survey |
| 776322 | 2007 VJ182               | 7 ottobre 2007    | Mount Lemmon Survey |
| 776323 | 2007 VU185               | 12 ottobre 2007   | Mount Lemmon Survey |
| 776324 | 2007 VY193               | 5 novembre 2007   | Mount Lemmon Survey |
| 776325 | 2007 VH196               | 7 novembre 2007   | Mount Lemmon Survey |
| 776326 | 2007 VF198               | 8 novembre 2007   | Mount Lemmon Survey |
| 776327 | 2007 VC200               | 9 novembre 2007   | Mount Lemmon Survey |
| 776328 | 2007 VB201               | 9 novembre 2007   | Mount Lemmon Survey |
| 776329 | 2007 VL202               | 6 novembre 2007   | Mount Lemmon Survey |
| 776330 | 2007 VN203               | 12 ottobre 2007   | Mount Lemmon Survey |
| 776331 | 2007 VF204               | 10 settembre 2007 | Mount Lemmon Survey |
| 776332 | 2007 VH205               | 9 novembre 2007   | Mount Lemmon Survey |
| 776333 | 2007 VE206               | 30 ottobre 2007   | Mount Lemmon Survey |
| 776334 | 2007 VQ209               | 16 ottobre 2007   | Mount Lemmon Survey |
| 776335 | 2007 VA212               | 9 novembre 2007   | Spacewatch          |
| 776336 | 2007 VM221               | 3 novembre 2007   | Spacewatch          |
| 776337 | 2007 VO221               | 20 ottobre 2007   | Mount Lemmon Survey |
| 776338 | 2007 VU242               | 13 novembre 2007  | Mount Lemmon Survey |
| 776339 | 2007 VL245               | 14 novembre 2007  | BATTeRS             |
| 776340 | 2007 VM258               | 2 novembre 2007   | Mount Lemmon Survey |
| 776341 | 2007 VL259               | 2 novembre 2007   | Mount Lemmon Survey |
| 776342 | 2007 VQ259               | 12 ottobre 2007   | Mount Lemmon Survey |
| 776343 | 2007 VM264               | 2 novembre 2007   | Spacewatch          |
| 776344 | 2007 VK272               | 22 maggio 2001    | DES                 |
| 776345 | 2007 VS274               | 13 novembre 2007  | Mount Lemmon Survey |
| 776346 | 2007 VY277               | 10 ottobre 2007   | Spacewatch          |
| 776347 | 2007 VR279               | 14 novembre 2007  | Spacewatch          |
| 776348 | 2007 VW280               | 7 novembre 2007   | Spacewatch          |
| 776349 | 2007 VB283               | 14 novembre 2007  | Spacewatch          |
| 776350 | 2007 VM283               | 5 novembre 2007   | Mount Lemmon Survey |
| 776351 | 2007 VR283               | 18 ottobre 2012   | Pan-STARRS          |
| 776352 | 2007 VY293               | 5 novembre 2007   | Spacewatch          |
| 776353 | 2007 VJ294               | 5 novembre 2007   | Spacewatch          |
| 776354 | 2007 VK296               | 18 ottobre 2007   | Spacewatch          |
| 776355 | 2007 VM307               | 3 novembre 2007   | Spacewatch          |
| 776356 | 2007 VK308               | 6 novembre 2007   | Spacewatch          |
| 776357 | 2007 VT322               | 2 novembre 2007   | Spacewatch          |
| 776358 | 2007 VU322               | 2 novembre 2007   | Spacewatch          |
| 776359 | 2007 VY336               | 12 settembre 2007 | Mount Lemmon Survey |
| 776360 | 2007 VG343               | 9 novembre 2007   | Mount Lemmon Survey |
| 776361 | 2007 VU344               | 3 novembre 2007   | Spacewatch          |
| 776362 | 2007 VL345               | 31 marzo 2009     | Mount Lemmon Survey |
| 776363 | 2007 VV346               | 24 settembre 2011 | L. Elenin           |
| 776364 | 2007 VJ347               | 23 ottobre 2012   | Mount Lemmon Survey |
| 776365 | 2007 VP347               | 2 novembre 2007   | Spacewatch          |
| 776366 | 2007 VQ347               | 3 novembre 2007   | Mount Lemmon Survey |
| 776367 | 2007 VU349               | 5 novembre 2007   | Spacewatch          |
| 776368 | 2007 VZ349               | 25 maggio 2006    | Spacewatch          |
| 776369 | 2007 VK351               | 4 luglio 2017     | Pan-STARRS          |
| 776370 | 2007 VL351               | 3 novembre 2007   | Mount Lemmon Survey |
| 776371 | 2007 VA352               | 2 settembre 2011  | Pan-STARRS          |
| 776372 | 2007 VJ352               | 7 novembre 2007   | Spacewatch          |
| 776373 | 2007 VP352               | 9 novembre 2007   | Mount Lemmon Survey |
| 776374 | 2007 VR352               | 22 marzo 2014     | K. Sárneczky        |
| 776375 | 2007 VS353               | 31 ottobre 2011   | Spacewatch          |
| 776376 | 2007 VW353               | 19 novembre 2017  | Pan-STARRS          |
| 776377 | 2007 VM354               | 24 ottobre 2011   | Pan-STARRS          |
| 776378 | 2007 VN354               | 5 giugno 2016     | Pan-STARRS          |
| 776379 | 2007 VC355               | 9 novembre 2007   | Spacewatch          |
| 776380 | 2007 VV355               | 23 settembre 2015 | Pan-STARRS          |
| 776381 | 2007 VP356               | 14 novembre 2007  | Spacewatch          |
| 776382 | 2007 VA357               | 4 maggio 2014     | Mount Lemmon Survey |
| 776383 | 2007 VJ357               | 5 febbraio 2016   | Pan-STARRS          |
| 776384 | 2007 VC358               | 19 luglio 2015    | Pan-STARRS          |
| 776385 | 2007 VD358               | 16 gennaio 2018   | Pan-STARRS          |
| 776386 | 2007 VQ359               | 19 aprile 2015    | CTIO-DECam          |
| 776387 | 2007 VA361               | 1 novembre 2007   | Mount Lemmon Survey |
| 776388 | 2007 VY361               | 27 marzo 2017     | Mount Lemmon Survey |
| 776389 | 2007 VA362               | 22 novembre 2012  | Spacewatch          |
| 776390 | 2007 VF363               | 4 novembre 2007   | Spacewatch          |
| 776391 | 2007 VM363               | 9 novembre 2007   | Spacewatch          |
| 776392 | 2007 VC365               | 7 novembre 2007   | Spacewatch          |
| 776393 | 2007 VF365               | 2 novembre 2007   | Mount Lemmon Survey |
| 776394 | 2007 VK365               | 12 novembre 2007  | Mount Lemmon Survey |
| 776395 | 2007 VC366               | 2 novembre 2007   | Spacewatch          |
| 776396 | 2007 VJ368               | 12 novembre 2007  | Mount Lemmon Survey |
| 776397 | 2007 VL369               | 5 novembre 2007   | Spacewatch          |
| 776398 | 2007 VW370               | 1 novembre 2007   | Spacewatch          |
| 776399 | 2007 VN372               | 12 novembre 2007  | Mount Lemmon Survey |
| 776400 | 2007 VS373               | 2 novembre 2007   | Mount Lemmon Survey |

## 776401–776500
| Nome   | Designazione provvisoria | Data di scoperta  | Scopritore          |
| ------ | ------------------------ | ----------------- | ------------------- |
| 776401 | 2007 VZ373               | 7 novembre 2007   | Spacewatch          |
| 776402 | 2007 VP374               | 5 novembre 2007   | Mount Lemmon Survey |
| 776403 | 2007 VH375               | 4 novembre 2007   | Spacewatch          |
| 776404 | 2007 VN376               | 4 novembre 2007   | Mount Lemmon Survey |
| 776405 | 2007 VW380               | 11 novembre 2007  | Mount Lemmon Survey |
| 776406 | 2007 VU381               | 2 novembre 2007   | Spacewatch          |
| 776407 | 2007 VV382               | 8 ottobre 2007    | CSS                 |
| 776408 | 2007 VJ383               | 5 novembre 2007   | Spacewatch          |
| 776409 | 2007 VT383               | 1 novembre 2007   | Mount Lemmon Survey |
| 776410 | 2007 VG384               | 2 novembre 2007   | Spacewatch          |
| 776411 | 2007 VP384               | 15 novembre 2007  | Mount Lemmon Survey |
| 776412 | 2007 VR384               | 2 novembre 2007   | Mount Lemmon Survey |
| 776413 | 2007 VS385               | 4 novembre 2007   | Spacewatch          |
| 776414 | 2007 VX385               | 3 novembre 2007   | Mount Lemmon Survey |
| 776415 | 2007 VG386               | 2 novembre 2007   | Mount Lemmon Survey |
| 776416 | 2007 VO386               | 8 novembre 2007   | Mount Lemmon Survey |
| 776417 | 2007 VG387               | 5 novembre 2007   | Mount Lemmon Survey |
| 776418 | 2007 VQ387               | 2 novembre 2007   | Spacewatch          |
| 776419 | 2007 VU387               | 2 novembre 2007   | Mount Lemmon Survey |
| 776420 | 2007 VS388               | 4 novembre 2007   | Spacewatch          |
| 776421 | 2007 WU2                 | 9 ottobre 2007    | Spacewatch          |
| 776422 | 2007 WY11                | 16 novembre 2007  | Mount Lemmon Survey |
| 776423 | 2007 WS14                | 18 novembre 2007  | Mount Lemmon Survey |
| 776424 | 2007 WG29                | 19 novembre 2007  | Spacewatch          |
| 776425 | 2007 WB30                | 21 ottobre 2007   | Mount Lemmon Survey |
| 776426 | 2007 WR30                | 2 novembre 2007   | Spacewatch          |
| 776427 | 2007 WM37                | 19 novembre 2007  | Mount Lemmon Survey |
| 776428 | 2007 WW37                | 8 novembre 2007   | Spacewatch          |
| 776429 | 2007 WE38                | 19 novembre 2007  | Mount Lemmon Survey |
| 776430 | 2007 WT43                | 4 novembre 2007   | Spacewatch          |
| 776431 | 2007 WJ46                | 3 novembre 2007   | Mount Lemmon Survey |
| 776432 | 2007 WG49                | 20 novembre 2007  | Mount Lemmon Survey |
| 776433 | 2007 WW56                | 7 novembre 2007   | Spacewatch          |
| 776434 | 2007 WP58                | 17 novembre 2007  | Spacewatch          |
| 776435 | 2007 WB61                | 20 ottobre 2007   | Mount Lemmon Survey |
| 776436 | 2007 WW62                | 19 novembre 2007  | Mount Lemmon Survey |
| 776437 | 2007 WF66                | 22 marzo 2015     | Pan-STARRS          |
| 776438 | 2007 WF67                | 30 ottobre 2011   | Mount Lemmon Survey |
| 776439 | 2007 WM67                | 17 novembre 2007  | Mount Lemmon Survey |
| 776440 | 2007 WW67                | 12 ottobre 2015   | Pan-STARRS          |
| 776441 | 2007 WZ67                | 20 novembre 2007  | Spacewatch          |
| 776442 | 2007 WE68                | 8 ottobre 2012    | Pan-STARRS          |
| 776443 | 2007 WP68                | 19 novembre 2007  | Mount Lemmon Survey |
| 776444 | 2007 WH69                | 20 settembre 2015 | CSS                 |
| 776445 | 2007 WU69                | 22 marzo 2015     | Pan-STARRS          |
| 776446 | 2007 WS70                | 29 gennaio 2017   | Mount Lemmon Survey |
| 776447 | 2007 WY70                | 8 novembre 2018   | Pan-STARRS 2        |
| 776448 | 2007 WB71                | 19 novembre 2007  | Mount Lemmon Survey |
| 776449 | 2007 WG71                | 18 novembre 2007  | Mount Lemmon Survey |
| 776450 | 2007 WM71                | 16 ottobre 2012   | Mount Lemmon Survey |
| 776451 | 2007 WQ71                | 19 novembre 2007  | Spacewatch          |
| 776452 | 2007 WD72                | 18 novembre 2007  | Mount Lemmon Survey |
| 776453 | 2007 WQ72                | 18 novembre 2007  | Spacewatch          |
| 776454 | 2007 WT72                | 19 novembre 2007  | Spacewatch          |
| 776455 | 2007 WH73                | 19 novembre 2007  | Mount Lemmon Survey |
| 776456 | 2007 WZ73                | 18 novembre 2007  | Spacewatch          |
| 776457 | 2007 WU74                | 17 novembre 2007  | Spacewatch          |
| 776458 | 2007 WA76                | 18 novembre 2007  | Spacewatch          |
| 776459 | 2007 XA4                 | 3 dicembre 2007   | Spacewatch          |
| 776460 | 2007 XC6                 | 24 ottobre 2007   | Mount Lemmon Survey |
| 776461 | 2007 XZ28                | 15 dicembre 2007  | Spacewatch          |
| 776462 | 2007 XY43                | 15 dicembre 2007  | Spacewatch          |
| 776463 | 2007 XB44                | 15 dicembre 2007  | Spacewatch          |
| 776464 | 2007 XH45                | 15 dicembre 2007  | Spacewatch          |
| 776465 | 2007 XF48                | 14 novembre 2007  | Mount Lemmon Survey |
| 776466 | 2007 XB49                | 15 dicembre 2007  | Spacewatch          |
| 776467 | 2007 XY51                | 5 dicembre 2007   | Spacewatch          |
| 776468 | 2007 XZ53                | 14 dicembre 2007  | Mount Lemmon Survey |
| 776469 | 2007 XY54                | 4 dicembre 2007   | Mount Lemmon Survey |
| 776470 | 2007 XP59                | 5 dicembre 2007   | Spacewatch          |
| 776471 | 2007 XB64                | 5 dicembre 2007   | Spacewatch          |
| 776472 | 2007 XO66                | 22 ottobre 2012   | Pan-STARRS          |
| 776473 | 2007 XY66                | 5 dicembre 2007   | Spacewatch          |
| 776474 | 2007 XD67                | 6 dicembre 2007   | Mount Lemmon Survey |
| 776475 | 2007 XN68                | 9 ottobre 2015    | Pan-STARRS          |
| 776476 | 2007 XT69                | 5 dicembre 2007   | Spacewatch          |
| 776477 | 2007 XP70                | 5 dicembre 2007   | Spacewatch          |
| 776478 | 2007 XK71                | 15 dicembre 2007  | Mount Lemmon Survey |
| 776479 | 2007 YS2                 | 16 dicembre 2007  | W. Bickel           |
| 776480 | 2007 YX13                | 17 dicembre 2007  | Mount Lemmon Survey |
| 776481 | 2007 YF15                | 16 dicembre 2007  | Spacewatch          |
| 776482 | 2007 YO38                | 30 dicembre 2007  | Mount Lemmon Survey |
| 776483 | 2007 YW39                | 30 dicembre 2007  | Mount Lemmon Survey |
| 776484 | 2007 YW66                | 30 dicembre 2007  | Spacewatch          |
| 776485 | 2007 YY69                | 31 dicembre 2007  | Mount Lemmon Survey |
| 776486 | 2007 YB70                | 31 dicembre 2007  | Mount Lemmon Survey |
| 776487 | 2007 YP71                | 17 dicembre 2007  | Mount Lemmon Survey |
| 776488 | 2007 YG75                | 22 ottobre 2019   | Mount Lemmon Survey |
| 776489 | 2007 YE81                | 18 dicembre 2007  | Mount Lemmon Survey |
| 776490 | 2007 YH81                | 31 dicembre 2007  | Spacewatch          |
| 776491 | 2007 YS81                | 18 ottobre 2012   | Mount Lemmon Survey |
| 776492 | 2007 YC82                | 18 dicembre 2007  | Spacewatch          |
| 776493 | 2007 YA83                | 17 ottobre 2012   | Mount Lemmon Survey |
| 776494 | 2007 YJ83                | 16 dicembre 2007  | Spacewatch          |
| 776495 | 2007 YU83                | 9 ottobre 2015    | Pan-STARRS          |
| 776496 | 2007 YY83                | 17 giugno 2018    | Pan-STARRS          |
| 776497 | 2007 YN84                | 10 ottobre 2012   | Mount Lemmon Survey |
| 776498 | 2007 YZ84                | 17 dicembre 2007  | Spacewatch          |
| 776499 | 2007 YF85                | 25 ottobre 2011   | Pan-STARRS          |
| 776500 | 2007 YQ85                | 8 novembre 2015   | Spacewatch          |

## 776501–776600
| Nome   | Designazione provvisoria | Data di scoperta  | Scopritore               |
| ------ | ------------------------ | ----------------- | ------------------------ |
| 776501 | 2007 YS85                | 29 novembre 2011  | Mount Lemmon Survey      |
| 776502 | 2007 YT85                | 21 marzo 2017     | Pan-STARRS               |
| 776503 | 2007 YV85                | 21 settembre 2017 | Pan-STARRS               |
| 776504 | 2007 YT86                | 31 dicembre 2007  | Mount Lemmon Survey      |
| 776505 | 2007 YX86                | 28 novembre 2011  | Mount Lemmon Survey      |
| 776506 | 2007 YQ87                | 11 giugno 2015    | Pan-STARRS               |
| 776507 | 2007 YQ88                | 9 ottobre 2015    | Pan-STARRS               |
| 776508 | 2007 YK89                | 21 febbraio 2017  | Pan-STARRS               |
| 776509 | 2007 YE90                | 24 gennaio 2014   | Pan-STARRS               |
| 776510 | 2007 YG90                | 21 febbraio 2014  | Mount Lemmon Survey      |
| 776511 | 2007 YW91                | 18 dicembre 2007  | Mount Lemmon Survey      |
| 776512 | 2007 YR92                | 16 dicembre 2007  | Spacewatch               |
| 776513 | 2007 YG93                | 30 dicembre 2007  | Spacewatch               |
| 776514 | 2007 YJ93                | 31 dicembre 2007  | Spacewatch               |
| 776515 | 2007 YB94                | 20 dicembre 2007  | Spacewatch               |
| 776516 | 2007 YQ94                | 30 dicembre 2007  | Mount Lemmon Survey      |
| 776517 | 2007 YZ94                | 30 dicembre 2007  | Spacewatch               |
| 776518 | 2007 YA95                | 31 dicembre 2007  | Mount Lemmon Survey      |
| 776519 | 2007 YM95                | 16 dicembre 2007  | Spacewatch               |
| 776520 | 2007 YW95                | 19 dicembre 2007  | Spacewatch               |
| 776521 | 2007 YG96                | 31 dicembre 2007  | Spacewatch               |
| 776522 | 2007 YP97                | 16 dicembre 2007  | Mount Lemmon Survey      |
| 776523 | 2007 YW97                | 19 dicembre 2007  | Spacewatch               |
| 776524 | 2007 YX98                | 17 dicembre 2007  | Spacewatch               |
| 776525 | 2008 AA21                | 10 gennaio 2008   | Mount Lemmon Survey      |
| 776526 | 2008 AM21                | 10 gennaio 2008   | Mount Lemmon Survey      |
| 776527 | 2008 AA22                | 10 gennaio 2008   | Mount Lemmon Survey      |
| 776528 | 2008 AS29                | 12 gennaio 2008   | R. Ferrando, M. Ferrando |
| 776529 | 2008 AU37                | 10 gennaio 2008   | Mount Lemmon Survey      |
| 776530 | 2008 AH40                | 10 gennaio 2008   | Mount Lemmon Survey      |
| 776531 | 2008 AK40                | 10 gennaio 2008   | Mount Lemmon Survey      |
| 776532 | 2008 AU45                | 11 gennaio 2008   | Spacewatch               |
| 776533 | 2008 AY46                | 11 gennaio 2008   | Spacewatch               |
| 776534 | 2008 AC47                | 11 gennaio 2008   | Spacewatch               |
| 776535 | 2008 AV52                | 11 gennaio 2008   | Spacewatch               |
| 776536 | 2008 AF53                | 11 gennaio 2008   | Spacewatch               |
| 776537 | 2008 AG53                | 11 gennaio 2008   | Spacewatch               |
| 776538 | 2008 AX53                | 11 gennaio 2008   | Spacewatch               |
| 776539 | 2008 AU56                | 29 marzo 2009     | Spacewatch               |
| 776540 | 2008 AH57                | 11 gennaio 2008   | Spacewatch               |
| 776541 | 2008 AB58                | 11 gennaio 2008   | Spacewatch               |
| 776542 | 2008 AP61                | 11 gennaio 2008   | Spacewatch               |
| 776543 | 2008 AA66                | 11 gennaio 2008   | Spacewatch               |
| 776544 | 2008 AB66                | 11 gennaio 2008   | Spacewatch               |
| 776545 | 2008 AN70                | 12 gennaio 2008   | Mount Lemmon Survey      |
| 776546 | 2008 AG73                | 30 dicembre 2007  | Spacewatch               |
| 776547 | 2008 AM82                | 14 gennaio 2008   | Spacewatch               |
| 776548 | 2008 AR92                | 19 dicembre 2007  | Mount Lemmon Survey      |
| 776549 | 2008 AS92                | 16 dicembre 2007  | Mount Lemmon Survey      |
| 776550 | 2008 AB94                | 19 dicembre 2007  | Mount Lemmon Survey      |
| 776551 | 2008 AN94                | 31 dicembre 2007  | Mount Lemmon Survey      |
| 776552 | 2008 AC96                | 14 gennaio 2008   | Spacewatch               |
| 776553 | 2008 AH114               | 14 gennaio 2008   | Spacewatch               |
| 776554 | 2008 AX117               | 10 gennaio 2008   | Mount Lemmon Survey      |
| 776555 | 2008 AV118               | 6 gennaio 2008    | P. A. Wiegert            |
| 776556 | 2008 AQ120               | 6 gennaio 2008    | P. A. Wiegert            |
| 776557 | 2008 AX122               | 6 gennaio 2008    | P. A. Wiegert            |
| 776558 | 2008 AT127               | 11 gennaio 2008   | Spacewatch               |
| 776559 | 2008 AW127               | 11 gennaio 2008   | Spacewatch               |
| 776560 | 2008 AP138               | 4 marzo 2014      | CTIO-DECam               |
| 776561 | 2008 AH139               | 1 gennaio 2008    | Mount Lemmon Survey      |
| 776562 | 2008 AQ140               | 1 gennaio 2008    | Spacewatch               |
| 776563 | 2008 AF142               | 2 luglio 2005     | Spacewatch               |
| 776564 | 2008 AA143               | 2 luglio 2011     | Spacewatch               |
| 776565 | 2008 AL143               | 13 dicembre 2015  | Pan-STARRS               |
| 776566 | 2008 AP144               | 15 gennaio 2008   | Spacewatch               |
| 776567 | 2008 AK145               | 10 novembre 2017  | Pan-STARRS               |
| 776568 | 2008 AP145               | 8 ottobre 2015    | Pan-STARRS               |
| 776569 | 2008 AQ145               | 20 maggio 2014    | Pan-STARRS               |
| 776570 | 2008 AR145               | 24 marzo 2014     | Pan-STARRS               |
| 776571 | 2008 AU146               | 10 gennaio 2008   | Spacewatch               |
| 776572 | 2008 AS147               | 11 gennaio 2008   | Mount Lemmon Survey      |
| 776573 | 2008 AT147               | 26 ottobre 2011   | Pan-STARRS               |
| 776574 | 2008 AJ148               | 7 giugno 2016     | Pan-STARRS               |
| 776575 | 2008 AO148               | 10 gennaio 2008   | Mount Lemmon Survey      |
| 776576 | 2008 AU148               | 31 gennaio 2008   | Mount Lemmon Survey      |
| 776577 | 2008 AW148               | 3 ottobre 2015    | Spacewatch               |
| 776578 | 2008 AJ149               | 25 marzo 2017     | Mount Lemmon Survey      |
| 776579 | 2008 AO149               | 14 gennaio 2008   | Spacewatch               |
| 776580 | 2008 AY150               | 14 gennaio 2008   | Spacewatch               |
| 776581 | 2008 AG151               | 1 gennaio 2008    | Mount Lemmon Survey      |
| 776582 | 2008 AH151               | 10 gennaio 2008   | Mount Lemmon Survey      |
| 776583 | 2008 AN151               | 15 gennaio 2008   | Mount Lemmon Survey      |
| 776584 | 2008 AN152               | 15 gennaio 2008   | Mount Lemmon Survey      |
| 776585 | 2008 AG153               | 8 agosto 2005     | DES                      |
| 776586 | 2008 AF154               | 10 gennaio 2008   | Spacewatch               |
| 776587 | 2008 AK154               | 11 gennaio 2008   | Mount Lemmon Survey      |
| 776588 | 2008 AM154               | 1 gennaio 2008    | Spacewatch               |
| 776589 | 2008 AM158               | 14 gennaio 2008   | Spacewatch               |
| 776590 | 2008 AZ158               | 10 gennaio 2008   | Mount Lemmon Survey      |
| 776591 | 2008 AA159               | 11 gennaio 2008   | Spacewatch               |
| 776592 | 2008 AB159               | 15 gennaio 2008   | Mount Lemmon Survey      |
| 776593 | 2008 AQ159               | 11 gennaio 2008   | Spacewatch               |
| 776594 | 2008 BT                  | 16 gennaio 2008   | Mount Lemmon Survey      |
| 776595 | 2008 BL1                 | 16 gennaio 2008   | Mount Lemmon Survey      |
| 776596 | 2008 BB5                 | 16 gennaio 2008   | Spacewatch               |
| 776597 | 2008 BW7                 | 16 gennaio 2008   | Spacewatch               |
| 776598 | 2008 BW13                | 11 gennaio 2008   | Mount Lemmon Survey      |
| 776599 | 2008 BT23                | 31 gennaio 2008   | Mount Lemmon Survey      |
| 776600 | 2008 BM27                | 11 gennaio 2008   | Spacewatch               |

## 776601–776700
| Nome   | Designazione provvisoria | Data di scoperta  | Scopritore            |
| ------ | ------------------------ | ----------------- | --------------------- |
| 776601 | 2008 BQ27                | 30 gennaio 2008   | Mount Lemmon Survey   |
| 776602 | 2008 BK30                | 10 gennaio 2008   | Spacewatch            |
| 776603 | 2008 BG39                | 11 novembre 2007  | Mount Lemmon Survey   |
| 776604 | 2008 BW39                | 14 gennaio 2008   | Spacewatch            |
| 776605 | 2008 BR50                | 15 gennaio 2008   | Mount Lemmon Survey   |
| 776606 | 2008 BU51                | 18 gennaio 2008   | Mount Lemmon Survey   |
| 776607 | 2008 BM57                | 1 novembre 2015   | Mount Lemmon Survey   |
| 776608 | 2008 BX57                | 16 dicembre 2007  | Spacewatch            |
| 776609 | 2008 BE58                | 17 agosto 2017    | Pan-STARRS            |
| 776610 | 2008 BC59                | 3 ottobre 2015    | Pan-STARRS            |
| 776611 | 2008 BL59                | 13 dicembre 2015  | Pan-STARRS            |
| 776612 | 2008 BQ60                | 30 gennaio 2008   | Mount Lemmon Survey   |
| 776613 | 2008 BT60                | 18 gennaio 2008   | Spacewatch            |
| 776614 | 2008 BB61                | 16 gennaio 2008   | Spacewatch            |
| 776615 | 2008 BN61                | 18 gennaio 2008   | Mount Lemmon Survey   |
| 776616 | 2008 BF62                | 17 gennaio 2008   | Mount Lemmon Survey   |
| 776617 | 2008 CL1                 | 2 febbraio 2008   | LINEAR                |
| 776618 | 2008 CP4                 | 2 febbraio 2008   | Mount Lemmon Survey   |
| 776619 | 2008 CV4                 | 18 gennaio 2008   | Spacewatch            |
| 776620 | 2008 CY6                 | 1 febbraio 2008   | Spacewatch            |
| 776621 | 2008 CQ7                 | 2 febbraio 2008   | Spacewatch            |
| 776622 | 2008 CJ11                | 27 gennaio 2004   | Spacewatch            |
| 776623 | 2008 CZ12                | 3 febbraio 2008   | Mount Lemmon Survey   |
| 776624 | 2008 CF13                | 3 febbraio 2008   | Mount Lemmon Survey   |
| 776625 | 2008 CG16                | 2 giugno 2014     | Pan-STARRS            |
| 776626 | 2008 CM26                | 2 febbraio 2008   | Spacewatch            |
| 776627 | 2008 CY26                | 13 gennaio 2008   | Spacewatch            |
| 776628 | 2008 CM31                | 2 febbraio 2008   | Spacewatch            |
| 776629 | 2008 CZ35                | 11 gennaio 2008   | Mount Lemmon Survey   |
| 776630 | 2008 CN36                | 2 febbraio 2008   | Spacewatch            |
| 776631 | 2008 CS36                | 2 febbraio 2008   | Spacewatch            |
| 776632 | 2008 CF37                | 2 febbraio 2008   | Spacewatch            |
| 776633 | 2008 CC38                | 2 febbraio 2008   | Mount Lemmon Survey   |
| 776634 | 2008 CN39                | 2 febbraio 2008   | Mount Lemmon Survey   |
| 776635 | 2008 CU39                | 2 febbraio 2008   | Mount Lemmon Survey   |
| 776636 | 2008 CW42                | 2 febbraio 2008   | Spacewatch            |
| 776637 | 2008 CH43                | 2 febbraio 2008   | Spacewatch            |
| 776638 | 2008 CX43                | 2 febbraio 2008   | Spacewatch            |
| 776639 | 2008 CX54                | 7 febbraio 2008   | Mount Lemmon Survey   |
| 776640 | 2008 CH55                | 7 febbraio 2008   | Mount Lemmon Survey   |
| 776641 | 2008 CU56                | 18 gennaio 2008   | Spacewatch            |
| 776642 | 2008 CB59                | 10 gennaio 2008   | Spacewatch            |
| 776643 | 2008 CR59                | 7 febbraio 2008   | Mount Lemmon Survey   |
| 776644 | 2008 CB64                | 8 febbraio 2008   | Mount Lemmon Survey   |
| 776645 | 2008 CP69                | 8 febbraio 2008   | R. Gierlinger         |
| 776646 | 2008 CN72                | 31 dicembre 2007  | Spacewatch            |
| 776647 | 2008 CS72                | 7 febbraio 2008   | Mount Lemmon Survey   |
| 776648 | 2008 CE79                | 7 febbraio 2008   | Spacewatch            |
| 776649 | 2008 CR79                | 7 febbraio 2008   | Spacewatch            |
| 776650 | 2008 CF88                | 7 febbraio 2008   | Mount Lemmon Survey   |
| 776651 | 2008 CK88                | 7 febbraio 2008   | Mount Lemmon Survey   |
| 776652 | 2008 CT92                | 8 febbraio 2008   | Spacewatch            |
| 776653 | 2008 CZ94                | 8 febbraio 2008   | Mount Lemmon Survey   |
| 776654 | 2008 CB102               | 9 febbraio 2008   | Mount Lemmon Survey   |
| 776655 | 2008 CK102               | 9 febbraio 2008   | Mount Lemmon Survey   |
| 776656 | 2008 CA103               | 9 febbraio 2008   | Spacewatch            |
| 776657 | 2008 CC109               | 9 febbraio 2008   | Spacewatch            |
| 776658 | 2008 CA113               | 10 febbraio 2008  | Spacewatch            |
| 776659 | 2008 CY125               | 8 febbraio 2008   | Spacewatch            |
| 776660 | 2008 CM127               | 8 febbraio 2008   | Spacewatch            |
| 776661 | 2008 CN133               | 30 gennaio 2008   | Mount Lemmon Survey   |
| 776662 | 2008 CH134               | 8 febbraio 2008   | Mount Lemmon Survey   |
| 776663 | 2008 CX141               | 8 febbraio 2008   | Spacewatch            |
| 776664 | 2008 CF145               | 9 febbraio 2008   | Spacewatch            |
| 776665 | 2008 CY145               | 9 febbraio 2008   | Spacewatch            |
| 776666 | 2008 CL146               | 9 febbraio 2008   | Spacewatch            |
| 776667 | 2008 CW151               | 9 febbraio 2008   | Spacewatch            |
| 776668 | 2008 CA152               | 22 novembre 2006  | Spacewatch            |
| 776669 | 2008 CD153               | 9 febbraio 2008   | Spacewatch            |
| 776670 | 2008 CL154               | 9 febbraio 2008   | Mount Lemmon Survey   |
| 776671 | 2008 CH155               | 9 febbraio 2008   | Mount Lemmon Survey   |
| 776672 | 2008 CR160               | 9 febbraio 2008   | Spacewatch            |
| 776673 | 2008 CB162               | 10 febbraio 2008  | Spacewatch            |
| 776674 | 2008 CY162               | 10 gennaio 2008   | Mount Lemmon Survey   |
| 776675 | 2008 CN164               | 19 ottobre 2017   | I. Eglītis, K. Černis |
| 776676 | 2008 CR167               | 11 febbraio 2008  | Mount Lemmon Survey   |
| 776677 | 2008 CU167               | 11 febbraio 2008  | Mount Lemmon Survey   |
| 776678 | 2008 CM169               | 18 marzo 2004     | Spacewatch            |
| 776679 | 2008 CO169               | 12 febbraio 2008  | Mount Lemmon Survey   |
| 776680 | 2008 CX171               | 12 febbraio 2008  | Mount Lemmon Survey   |
| 776681 | 2008 CM173               | 13 febbraio 2008  | Mount Lemmon Survey   |
| 776682 | 2008 CA174               | 9 agosto 2005     | DES                   |
| 776683 | 2008 CM198               | 12 febbraio 2008  | Spacewatch            |
| 776684 | 2008 CP203               | 11 febbraio 2008  | Mount Lemmon Survey   |
| 776685 | 2008 CD206               | 7 febbraio 2008   | Spacewatch            |
| 776686 | 2008 CV212               | 9 febbraio 2008   | Spacewatch            |
| 776687 | 2008 CF219               | 2 febbraio 2008   | Mount Lemmon Survey   |
| 776688 | 2008 CG224               | 18 maggio 2015    | Mount Lemmon Survey   |
| 776689 | 2008 CO224               | 30 settembre 2011 | Mount Lemmon Survey   |
| 776690 | 2008 CB225               | 3 settembre 2014  | Mount Lemmon Survey   |
| 776691 | 2008 CH225               | 29 ottobre 2017   | Pan-STARRS            |
| 776692 | 2008 CE226               | 12 giugno 2013    | Pan-STARRS            |
| 776693 | 2008 CN226               | 10 febbraio 2008  | Spacewatch            |
| 776694 | 2008 CQ226               | 10 febbraio 2008  | Spacewatch            |
| 776695 | 2008 CR226               | 28 marzo 2015     | Pan-STARRS            |
| 776696 | 2008 CB227               | 7 febbraio 2008   | Spacewatch            |
| 776697 | 2008 CU227               | 29 luglio 2014    | Pan-STARRS            |
| 776698 | 2008 CC230               | 26 gennaio 2017   | Pan-STARRS            |
| 776699 | 2008 CY230               | 29 dicembre 2011  | Mount Lemmon Survey   |
| 776700 | 2008 CG231               | 10 febbraio 2008  | Spacewatch            |

## 776701–776800
| Nome   | Designazione provvisoria | Data di scoperta  | Scopritore          |
| ------ | ------------------------ | ----------------- | ------------------- |
| 776701 | 2008 CS231               | 9 febbraio 2008   | Mount Lemmon Survey |
| 776702 | 2008 CE232               | 1 febbraio 2008   | Mount Lemmon Survey |
| 776703 | 2008 CH232               | 15 maggio 2013    | Pan-STARRS          |
| 776704 | 2008 CS232               | 2 febbraio 2008   | Mount Lemmon Survey |
| 776705 | 2008 CT232               | 7 febbraio 2008   | Mount Lemmon Survey |
| 776706 | 2008 CN233               | 10 febbraio 2008  | Mount Lemmon Survey |
| 776707 | 2008 CS233               | 10 ottobre 2015   | Pan-STARRS          |
| 776708 | 2008 CF234               | 10 febbraio 2008  | Spacewatch          |
| 776709 | 2008 CS234               | 23 aprile 2015    | Pan-STARRS          |
| 776710 | 2008 CT234               | 13 febbraio 2008  | Spacewatch          |
| 776711 | 2008 CU234               | 12 febbraio 2008  | Mount Lemmon Survey |
| 776712 | 2008 CC235               | 3 febbraio 2008   | Mount Lemmon Survey |
| 776713 | 2008 CK235               | 3 febbraio 2008   | Mount Lemmon Survey |
| 776714 | 2008 CL235               | 10 novembre 2016  | Pan-STARRS          |
| 776715 | 2008 CR235               | 4 settembre 2011  | Pan-STARRS          |
| 776716 | 2008 CP236               | 31 gennaio 2017   | Mount Lemmon Survey |
| 776717 | 2008 CF237               | 4 febbraio 2017   | Pan-STARRS          |
| 776718 | 2008 CT237               | 18 settembre 2011 | Mount Lemmon Survey |
| 776719 | 2008 CG239               | 10 febbraio 2008  | Spacewatch          |
| 776720 | 2008 CU239               | 9 febbraio 2008   | Spacewatch          |
| 776721 | 2008 CB240               | 11 febbraio 2008  | Mount Lemmon Survey |
| 776722 | 2008 CQ241               | 11 febbraio 2008  | Spacewatch          |
| 776723 | 2008 CT241               | 9 febbraio 2008   | Spacewatch          |
| 776724 | 2008 CV241               | 2 febbraio 2008   | Mount Lemmon Survey |
| 776725 | 2008 CG242               | 12 febbraio 2008  | Mount Lemmon Survey |
| 776726 | 2008 CL243               | 2 febbraio 2008   | Spacewatch          |
| 776727 | 2008 CV243               | 13 febbraio 2008  | Spacewatch          |
| 776728 | 2008 CX243               | 10 febbraio 2008  | Mount Lemmon Survey |
| 776729 | 2008 CK244               | 10 febbraio 2008  | Mount Lemmon Survey |
| 776730 | 2008 CO244               | 8 febbraio 2008   | Spacewatch          |
| 776731 | 2008 CH245               | 1 settembre 2005  | Spacewatch          |
| 776732 | 2008 CJ245               | 9 febbraio 2008   | Spacewatch          |
| 776733 | 2008 CF246               | 12 febbraio 2008  | Spacewatch          |
| 776734 | 2008 CQ246               | 3 febbraio 2008   | Mount Lemmon Survey |
| 776735 | 2008 CO247               | 8 febbraio 2008   | Mount Lemmon Survey |
| 776736 | 2008 CE248               | 9 febbraio 2008   | Mount Lemmon Survey |
| 776737 | 2008 CQ249               | 7 febbraio 2008   | Spacewatch          |
| 776738 | 2008 CG250               | 10 febbraio 2008  | Spacewatch          |
| 776739 | 2008 CP250               | 8 febbraio 2008   | Spacewatch          |
| 776740 | 2008 CE251               | 10 febbraio 2008  | Spacewatch          |
| 776741 | 2008 CY251               | 8 febbraio 2008   | Spacewatch          |
| 776742 | 2008 DT1                 | 11 gennaio 2008   | Mount Lemmon Survey |
| 776743 | 2008 DN6                 | 3 febbraio 2008   | Mount Lemmon Survey |
| 776744 | 2008 DX12                | 30 gennaio 2008   | Mount Lemmon Survey |
| 776745 | 2008 DA14                | 26 febbraio 2008  | Mount Lemmon Survey |
| 776746 | 2008 DM37                | 27 febbraio 2008  | Spacewatch          |
| 776747 | 2008 DU41                | 28 febbraio 2008  | Spacewatch          |
| 776748 | 2008 DX59                | 27 febbraio 2008  | Spacewatch          |
| 776749 | 2008 DE63                | 19 ottobre 2006   | DES                 |
| 776750 | 2008 DM63                | 9 febbraio 2008   | Spacewatch          |
| 776751 | 2008 DR64                | 13 febbraio 2008  | Spacewatch          |
| 776752 | 2008 DW65                | 28 febbraio 2008  | Mount Lemmon Survey |
| 776753 | 2008 DJ68                | 30 gennaio 2008   | Spacewatch          |
| 776754 | 2008 DU74                | 28 febbraio 2008  | Mount Lemmon Survey |
| 776755 | 2008 DU77                | 28 febbraio 2008  | Mount Lemmon Survey |
| 776756 | 2008 DD81                | 27 febbraio 2008  | Mount Lemmon Survey |
| 776757 | 2008 DN87                | 28 febbraio 2008  | Mount Lemmon Survey |
| 776758 | 2008 DQ91                | 28 febbraio 2008  | Mount Lemmon Survey |
| 776759 | 2008 DU93                | 26 febbraio 2008  | Mount Lemmon Survey |
| 776760 | 2008 DY93                | 25 gennaio 2012   | Pan-STARRS          |
| 776761 | 2008 DL94                | 5 febbraio 2016   | Pan-STARRS          |
| 776762 | 2008 DV94                | 24 aprile 2014    | Mount Lemmon Survey |
| 776763 | 2008 DY94                | 28 febbraio 2008  | Mount Lemmon Survey |
| 776764 | 2008 DV96                | 28 febbraio 2008  | Spacewatch          |
| 776765 | 2008 DZ97                | 26 febbraio 2008  | Mount Lemmon Survey |
| 776766 | 2008 DD98                | 28 febbraio 2008  | Spacewatch          |
| 776767 | 2008 DM98                | 28 febbraio 2008  | Mount Lemmon Survey |
| 776768 | 2008 DD99                | 28 febbraio 2008  | Mount Lemmon Survey |
| 776769 | 2008 DY99                | 28 febbraio 2008  | Mount Lemmon Survey |
| 776770 | 2008 DM100               | 26 febbraio 2008  | Mount Lemmon Survey |
| 776771 | 2008 EF2                 | 1 marzo 2008      | Mount Lemmon Survey |
| 776772 | 2008 ER2                 | 1 marzo 2008      | Mount Lemmon Survey |
| 776773 | 2008 EJ11                | 1 marzo 2008      | Spacewatch          |
| 776774 | 2008 EK17                | 1 marzo 2008      | Spacewatch          |
| 776775 | 2008 EE22                | 2 marzo 2008      | Mount Lemmon Survey |
| 776776 | 2008 EU23                | 3 marzo 2008      | Mount Lemmon Survey |
| 776777 | 2008 EA28                | 4 marzo 2008      | Mount Lemmon Survey |
| 776778 | 2008 EQ30                | 5 marzo 2008      | Mount Lemmon Survey |
| 776779 | 2008 EX30                | 12 febbraio 2008  | Mount Lemmon Survey |
| 776780 | 2008 EQ31                | 5 marzo 2008      | Mount Lemmon Survey |
| 776781 | 2008 EE36                | 3 marzo 2008      | Spacewatch          |
| 776782 | 2008 EY43                | 24 febbraio 2008  | Spacewatch          |
| 776783 | 2008 EQ48                | 12 gennaio 2008   | Spacewatch          |
| 776784 | 2008 EL56                | 10 febbraio 2008  | Spacewatch          |
| 776785 | 2008 EH58                | 24 febbraio 2008  | Mount Lemmon Survey |
| 776786 | 2008 EZ61                | 9 marzo 2008      | Mount Lemmon Survey |
| 776787 | 2008 EB64                | 9 marzo 2008      | Mount Lemmon Survey |
| 776788 | 2008 EC64                | 12 febbraio 2008  | Mount Lemmon Survey |
| 776789 | 2008 EM64                | 1 marzo 2008      | Spacewatch          |
| 776790 | 2008 EY65                | 2 febbraio 2008   | Spacewatch          |
| 776791 | 2008 ET72                | 6 marzo 2008      | Mount Lemmon Survey |
| 776792 | 2008 EU77                | 7 marzo 2008      | Spacewatch          |
| 776793 | 2008 ER101               | 5 marzo 2008      | Mount Lemmon Survey |
| 776794 | 2008 ES105               | 6 marzo 2008      | Mount Lemmon Survey |
| 776795 | 2008 EJ114               | 8 marzo 2008      | Spacewatch          |
| 776796 | 2008 ET115               | 1 marzo 2008      | Spacewatch          |
| 776797 | 2008 EX119               | 2 febbraio 2008   | Mount Lemmon Survey |
| 776798 | 2008 EA126               | 10 marzo 2008     | Spacewatch          |
| 776799 | 2008 EG129               | 11 marzo 2008     | Spacewatch          |
| 776800 | 2008 EJ131               | 11 marzo 2008     | Spacewatch          |

## 776801–776900
| Nome   | Designazione provvisoria | Data di scoperta  | Scopritore          |
| ------ | ------------------------ | ----------------- | ------------------- |
| 776801 | 2008 EN134               | 11 marzo 2008     | Mount Lemmon Survey |
| 776802 | 2008 EO137               | 11 marzo 2008     | Spacewatch          |
| 776803 | 2008 EA138               | 17 dicembre 2007  | Mount Lemmon Survey |
| 776804 | 2008 ER152               | 10 marzo 2008     | Spacewatch          |
| 776805 | 2008 EV157               | 4 marzo 2008      | Mount Lemmon Survey |
| 776806 | 2008 EC158               | 2 marzo 2008      | Spacewatch          |
| 776807 | 2008 EU159               | 26 gennaio 2012   | Mount Lemmon Survey |
| 776808 | 2008 EJ160               | 1 marzo 2008      | Spacewatch          |
| 776809 | 2008 EU160               | 1 marzo 2008      | Mount Lemmon Survey |
| 776810 | 2008 EG174               | 26 settembre 2011 | Pan-STARRS          |
| 776811 | 2008 ET176               | 1 marzo 2008      | Spacewatch          |
| 776812 | 2008 EP178               | 26 dicembre 2011  | Mount Lemmon Survey |
| 776813 | 2008 EA180               | 19 gennaio 2012   | Pan-STARRS          |
| 776814 | 2008 EG183               | 26 febbraio 2014  | Pan-STARRS          |
| 776815 | 2008 ET184               | 26 febbraio 2014  | Mount Lemmon Survey |
| 776816 | 2008 EC185               | 13 marzo 2008     | Spacewatch          |
| 776817 | 2008 ER185               | 1 novembre 2015   | Pan-STARRS          |
| 776818 | 2008 EX188               | 23 dicembre 2012  | Pan-STARRS          |
| 776819 | 2008 EE189               | 24 novembre 2011  | Mount Lemmon Survey |
| 776820 | 2008 EG189               | 24 marzo 2014     | Pan-STARRS          |
| 776821 | 2008 EN189               | 17 gennaio 2016   | Pan-STARRS          |
| 776822 | 2008 EO189               | 8 luglio 2014     | Pan-STARRS          |
| 776823 | 2008 EK192               | 13 marzo 2008     | Spacewatch          |
| 776824 | 2008 EG193               | 8 marzo 2008      | Mount Lemmon Survey |
| 776825 | 2008 EA194               | 13 marzo 2008     | Mount Lemmon Survey |
| 776826 | 2008 EB194               | 11 marzo 2008     | Spacewatch          |
| 776827 | 2008 EC194               | 15 marzo 2008     | Spacewatch          |
| 776828 | 2008 EH194               | 1 marzo 2008      | Spacewatch          |
| 776829 | 2008 EL196               | 11 marzo 2008     | Mount Lemmon Survey |
| 776830 | 2008 EU196               | 10 marzo 2008     | Spacewatch          |
| 776831 | 2008 EE198               | 11 marzo 2008     | Mount Lemmon Survey |
| 776832 | 2008 EN198               | 5 marzo 2008      | Spacewatch          |
| 776833 | 2008 EA199               | 6 marzo 2008      | Mount Lemmon Survey |
| 776834 | 2008 EK199               | 10 marzo 2008     | Spacewatch          |
| 776835 | 2008 EQ199               | 8 marzo 2008      | Mount Lemmon Survey |
| 776836 | 2008 FJ1                 | 12 marzo 2008     | Spacewatch          |
| 776837 | 2008 FH3                 | 13 febbraio 2008  | Mount Lemmon Survey |
| 776838 | 2008 FP13                | 26 marzo 2008     | Mount Lemmon Survey |
| 776839 | 2008 FW16                | 8 febbraio 2008   | Spacewatch          |
| 776840 | 2008 FP17                | 28 febbraio 2008  | Mount Lemmon Survey |
| 776841 | 2008 FM18                | 13 febbraio 2008  | Spacewatch          |
| 776842 | 2008 FB19                | 27 febbraio 2008  | Mount Lemmon Survey |
| 776843 | 2008 FZ29                | 5 marzo 2008      | Mount Lemmon Survey |
| 776844 | 2008 FW32                | 28 marzo 2008     | Mount Lemmon Survey |
| 776845 | 2008 FN35                | 28 febbraio 2008  | Mount Lemmon Survey |
| 776846 | 2008 FW35                | 7 marzo 2008      | Spacewatch          |
| 776847 | 2008 FU42                | 28 febbraio 2008  | Spacewatch          |
| 776848 | 2008 FV43                | 28 marzo 2008     | Mount Lemmon Survey |
| 776849 | 2008 FV44                | 3 febbraio 2008   | Spacewatch          |
| 776850 | 2008 FU46                | 28 febbraio 2008  | Mount Lemmon Survey |
| 776851 | 2008 FL47                | 5 marzo 2008      | Spacewatch          |
| 776852 | 2008 FP61                | 30 marzo 2008     | CSS                 |
| 776853 | 2008 FF65                | 28 marzo 2008     | Spacewatch          |
| 776854 | 2008 FU67                | 28 marzo 2008     | Spacewatch          |
| 776855 | 2008 FJ75                | 31 marzo 2008     | Mount Lemmon Survey |
| 776856 | 2008 FV81                | 27 marzo 2008     | Mount Lemmon Survey |
| 776857 | 2008 FN83                | 28 marzo 2008     | Spacewatch          |
| 776858 | 2008 FM95                | 29 marzo 2008     | Mount Lemmon Survey |
| 776859 | 2008 FM97                | 1 marzo 2008      | Spacewatch          |
| 776860 | 2008 FS97                | 30 marzo 2008     | Spacewatch          |
| 776861 | 2008 FQ98                | 30 marzo 2008     | Spacewatch          |
| 776862 | 2008 FL100               | 30 marzo 2008     | Spacewatch          |
| 776863 | 2008 FN106               | 31 marzo 2008     | Spacewatch          |
| 776864 | 2008 FY108               | 31 marzo 2008     | Mount Lemmon Survey |
| 776865 | 2008 FC109               | 31 marzo 2008     | Mount Lemmon Survey |
| 776866 | 2008 FG118               | 31 marzo 2008     | Mount Lemmon Survey |
| 776867 | 2008 FL121               | 31 marzo 2008     | Mount Lemmon Survey |
| 776868 | 2008 FS125               | 31 marzo 2008     | Mount Lemmon Survey |
| 776869 | 2008 FN139               | 31 marzo 2008     | Mount Lemmon Survey |
| 776870 | 2008 FX139               | 28 marzo 2008     | Spacewatch          |
| 776871 | 2008 FX141               | 30 marzo 2008     | Spacewatch          |
| 776872 | 2008 FA144               | 31 marzo 2008     | Spacewatch          |
| 776873 | 2008 FC144               | 31 marzo 2008     | Mount Lemmon Survey |
| 776874 | 2008 FG144               | 30 marzo 2008     | Spacewatch          |
| 776875 | 2008 FE145               | 11 marzo 2008     | Spacewatch          |
| 776876 | 2008 FT146               | 26 marzo 2008     | Mount Lemmon Survey |
| 776877 | 2008 FP147               | 27 marzo 2008     | Mount Lemmon Survey |
| 776878 | 2008 FR147               | 31 marzo 2008     | Mount Lemmon Survey |
| 776879 | 2008 FX147               | 31 marzo 2008     | Mount Lemmon Survey |
| 776880 | 2008 FF148               | 27 marzo 2008     | Mount Lemmon Survey |
| 776881 | 2008 FT148               | 27 marzo 2008     | Mount Lemmon Survey |
| 776882 | 2008 FD149               | 28 marzo 2008     | Mount Lemmon Survey |
| 776883 | 2008 FE149               | 31 marzo 2008     | Mount Lemmon Survey |
| 776884 | 2008 FY149               | 28 marzo 2008     | Spacewatch          |
| 776885 | 2008 FZ149               | 31 marzo 2008     | Spacewatch          |
| 776886 | 2008 FK150               | 26 marzo 2008     | Mount Lemmon Survey |
| 776887 | 2008 GQ2                 | 5 aprile 2008     | Mount Lemmon Survey |
| 776888 | 2008 GP14                | 3 aprile 2008     | Spacewatch          |
| 776889 | 2008 GZ14                | 3 aprile 2008     | Mount Lemmon Survey |
| 776890 | 2008 GD24                | 1 aprile 2008     | Mount Lemmon Survey |
| 776891 | 2008 GR25                | 1 aprile 2008     | Mount Lemmon Survey |
| 776892 | 2008 GL32                | 3 aprile 2008     | Spacewatch          |
| 776893 | 2008 GC33                | 3 aprile 2008     | Mount Lemmon Survey |
| 776894 | 2008 GB46                | 4 aprile 2008     | Spacewatch          |
| 776895 | 2008 GT57                | 5 aprile 2008     | Mount Lemmon Survey |
| 776896 | 2008 GY58                | 5 aprile 2008     | Mount Lemmon Survey |
| 776897 | 2008 GJ59                | 5 aprile 2008     | Mount Lemmon Survey |
| 776898 | 2008 GS61                | 5 aprile 2008     | Mount Lemmon Survey |
| 776899 | 2008 GC62                | 5 aprile 2008     | Mount Lemmon Survey |
| 776900 | 2008 GM65                | 28 marzo 2008     | Mount Lemmon Survey |

## 776901–777000
| Nome   | Designazione provvisoria | Data di scoperta  | Scopritore          |
| ------ | ------------------------ | ----------------- | ------------------- |
| 776901 | 2008 GD73                | 12 marzo 2008     | Spacewatch          |
| 776902 | 2008 GP74                | 30 marzo 2008     | Spacewatch          |
| 776903 | 2008 GH76                | 7 aprile 2008     | Mount Lemmon Survey |
| 776904 | 2008 GK76                | 5 aprile 2008     | Mount Lemmon Survey |
| 776905 | 2008 GO78                | 7 aprile 2008     | Spacewatch          |
| 776906 | 2008 GT83                | 8 aprile 2008     | Mount Lemmon Survey |
| 776907 | 2008 GX85                | 27 marzo 2008     | Mount Lemmon Survey |
| 776908 | 2008 GY86                | 10 marzo 2008     | Mount Lemmon Survey |
| 776909 | 2008 GC91                | 6 aprile 2008     | Mount Lemmon Survey |
| 776910 | 2008 GN99                | 9 aprile 2008     | Spacewatch          |
| 776911 | 2008 GG106               | 11 aprile 2008    | Mount Lemmon Survey |
| 776912 | 2008 GD111               | 11 marzo 2008     | CSS                 |
| 776913 | 2008 GD116               | 11 aprile 2008    | Mount Lemmon Survey |
| 776914 | 2008 GJ137               | 5 aprile 2008     | Mount Lemmon Survey |
| 776915 | 2008 GG141               | 23 dicembre 2017  | Pan-STARRS          |
| 776916 | 2008 GL150               | 13 aprile 2008    | Mount Lemmon Survey |
| 776917 | 2008 GQ152               | 22 dicembre 2012  | Pan-STARRS          |
| 776918 | 2008 GJ154               | 8 febbraio 2013   | Pan-STARRS          |
| 776919 | 2008 GQ154               | 15 agosto 2009    | Spacewatch          |
| 776920 | 2008 GG156               | 20 agosto 2014    | Pan-STARRS          |
| 776921 | 2008 GQ156               | 1 aprile 2008     | Spacewatch          |
| 776922 | 2008 GK157               | 16 settembre 2010 | Spacewatch          |
| 776923 | 2008 GE158               | 3 aprile 2008     | CSS                 |
| 776924 | 2008 GL161               | 3 aprile 2008     | Mount Lemmon Survey |
| 776925 | 2008 GD162               | 30 ottobre 2014   | Mount Lemmon Survey |
| 776926 | 2008 GX162               | 14 aprile 2008    | Spacewatch          |
| 776927 | 2008 GL165               | 28 agosto 2014    | Pan-STARRS          |
| 776928 | 2008 GT165               | 4 marzo 2017      | Pan-STARRS          |
| 776929 | 2008 GD166               | 27 agosto 2014    | Pan-STARRS          |
| 776930 | 2008 GN166               | 28 ottobre 2017   | Pan-STARRS          |
| 776931 | 2008 GT166               | 4 gennaio 2016    | Pan-STARRS          |
| 776932 | 2008 GV166               | 14 aprile 2008    | Mount Lemmon Survey |
| 776933 | 2008 GA169               | 6 aprile 2008     | Mount Lemmon Survey |
| 776934 | 2008 GD169               | 3 aprile 2008     | Spacewatch          |
| 776935 | 2008 GV171               | 3 aprile 2008     | Spacewatch          |
| 776936 | 2008 GA172               | 7 aprile 2008     | Spacewatch          |
| 776937 | 2008 GH173               | 3 aprile 2008     | Spacewatch          |
| 776938 | 2008 GA174               | 9 aprile 2008     | Spacewatch          |
| 776939 | 2008 GC174               | 6 aprile 2008     | Spacewatch          |
| 776940 | 2008 GG174               | 3 aprile 2008     | Mount Lemmon Survey |
| 776941 | 2008 GT175               | 3 aprile 2008     | Mount Lemmon Survey |
| 776942 | 2008 GF178               | 5 aprile 2008     | Mount Lemmon Survey |
| 776943 | 2008 HZ13                | 11 aprile 2008    | Mount Lemmon Survey |
| 776944 | 2008 HQ20                | 14 aprile 2008    | Spacewatch          |
| 776945 | 2008 HY23                | 27 aprile 2008    | Spacewatch          |
| 776946 | 2008 HZ23                | 27 aprile 2008    | Spacewatch          |
| 776947 | 2008 HM28                | 28 aprile 2008    | Spacewatch          |
| 776948 | 2008 HN30                | 29 aprile 2008    | Mount Lemmon Survey |
| 776949 | 2008 HV32                | 29 aprile 2008    | Mount Lemmon Survey |
| 776950 | 2008 HG33                | 29 aprile 2008    | Mount Lemmon Survey |
| 776951 | 2008 HL35                | 1 aprile 2008     | Mount Lemmon Survey |
| 776952 | 2008 HY47                | 4 marzo 2008      | Mount Lemmon Survey |
| 776953 | 2008 HP48                | 29 aprile 2008    | Spacewatch          |
| 776954 | 2008 HU52                | 11 aprile 2008    | Spacewatch          |
| 776955 | 2008 HS53                | 29 aprile 2008    | Spacewatch          |
| 776956 | 2008 HP66                | 15 marzo 2008     | F. Kugel            |
| 776957 | 2008 HX66                | 26 aprile 2008    | Spacewatch          |
| 776958 | 2008 HJ68                | 30 aprile 2008    | Spacewatch          |
| 776959 | 2008 HK73                | 1 novembre 2010   | Mount Lemmon Survey |
| 776960 | 2008 HC75                | 20 febbraio 2012  | Pan-STARRS          |
| 776961 | 2008 HE75                | 24 aprile 2008    | Mount Lemmon Survey |
| 776962 | 2008 HD77                | 27 aprile 2008    | Mount Lemmon Survey |
| 776963 | 2008 HT77                | 25 aprile 2008    | Mount Lemmon Survey |
| 776964 | 2008 HD78                | 28 aprile 2008    | Spacewatch          |
| 776965 | 2008 HE78                | 30 aprile 2008    | Mount Lemmon Survey |
| 776966 | 2008 HQ78                | 26 aprile 2008    | Mount Lemmon Survey |
| 776967 | 2008 HE79                | 30 aprile 2008    | Spacewatch          |
| 776968 | 2008 JJ3                 | 2 maggio 2008     | Spacewatch          |
| 776969 | 2008 JG11                | 3 maggio 2008     | Spacewatch          |
| 776970 | 2008 JN16                | 3 maggio 2008     | Mount Lemmon Survey |
| 776971 | 2008 JD17                | 3 maggio 2008     | Mount Lemmon Survey |
| 776972 | 2008 JS22                | 7 maggio 2008     | Spacewatch          |
| 776973 | 2008 JA40                | 1 aprile 2008     | Spacewatch          |
| 776974 | 2008 JY43                | 24 novembre 2017  | Mount Lemmon Survey |
| 776975 | 2008 JL44                | 28 ottobre 2014   | Pan-STARRS          |
| 776976 | 2008 JT44                | 3 maggio 2008     | Mount Lemmon Survey |
| 776977 | 2008 JZ44                | 10 maggio 2014    | Pan-STARRS          |
| 776978 | 2008 JK48                | 5 maggio 2008     | Mount Lemmon Survey |
| 776979 | 2008 JC49                | 27 marzo 2017     | Pan-STARRS          |
| 776980 | 2008 JL49                | 15 maggio 2008    | Mount Lemmon Survey |
| 776981 | 2008 JP49                | 28 febbraio 2012  | Pan-STARRS          |
| 776982 | 2008 JD51                | 10 maggio 2008    | Mount Lemmon Survey |
| 776983 | 2008 JY51                | 3 maggio 2008     | Mount Lemmon Survey |
| 776984 | 2008 JA52                | 12 maggio 2008    | SSS                 |
| 776985 | 2008 JF52                | 3 maggio 2008     | Mount Lemmon Survey |
| 776986 | 2008 JK52                | 7 maggio 2008     | Spacewatch          |
| 776987 | 2008 JQ52                | 14 maggio 2008    | Spacewatch          |
| 776988 | 2008 JR53                | 7 maggio 2008     | Spacewatch          |
| 776989 | 2008 JJ54                | 7 maggio 2008     | Mount Lemmon Survey |
| 776990 | 2008 JQ55                | 7 maggio 2008     | Mount Lemmon Survey |
| 776991 | 2008 KW7                 | 27 maggio 2008    | Spacewatch          |
| 776992 | 2008 KS13                | 27 maggio 2008    | Spacewatch          |
| 776993 | 2008 KC16                | 27 maggio 2008    | Spacewatch          |
| 776994 | 2008 KA23                | 28 maggio 2008    | Mount Lemmon Survey |
| 776995 | 2008 KQ26                | 29 maggio 2008    | Spacewatch          |
| 776996 | 2008 KV44                | 5 febbraio 2016   | Pan-STARRS          |
| 776997 | 2008 KD47                | 14 maggio 2008    | Mount Lemmon Survey |
| 776998 | 2008 KK47                | 4 gennaio 2017    | Pan-STARRS          |
| 776999 | 2008 KG48                | 18 settembre 2014 | Pan-STARRS          |
| 777000 | 2008 KY48                | 26 maggio 2008    | Jarnac Obs.         |